# Bud Cort
Bud Cort, właśc. Walter Edward Cox (ur. 29 marca 1948 w New Rochelle) – amerykański aktor, scenarzysta i reżyser pochodzenia angielskiego, irlandzkiego, kanadyjskiego i francuskiego. Odtwórca roli Harolda Chasena w kultowym komediodramacie Hala Ashby’ego Harold i Maude (1971), za którą był nominowany do Złotego Globu dla najlepszego aktora w komedii lub musicalu i nagrody BAFTA.